# Florian Forsch

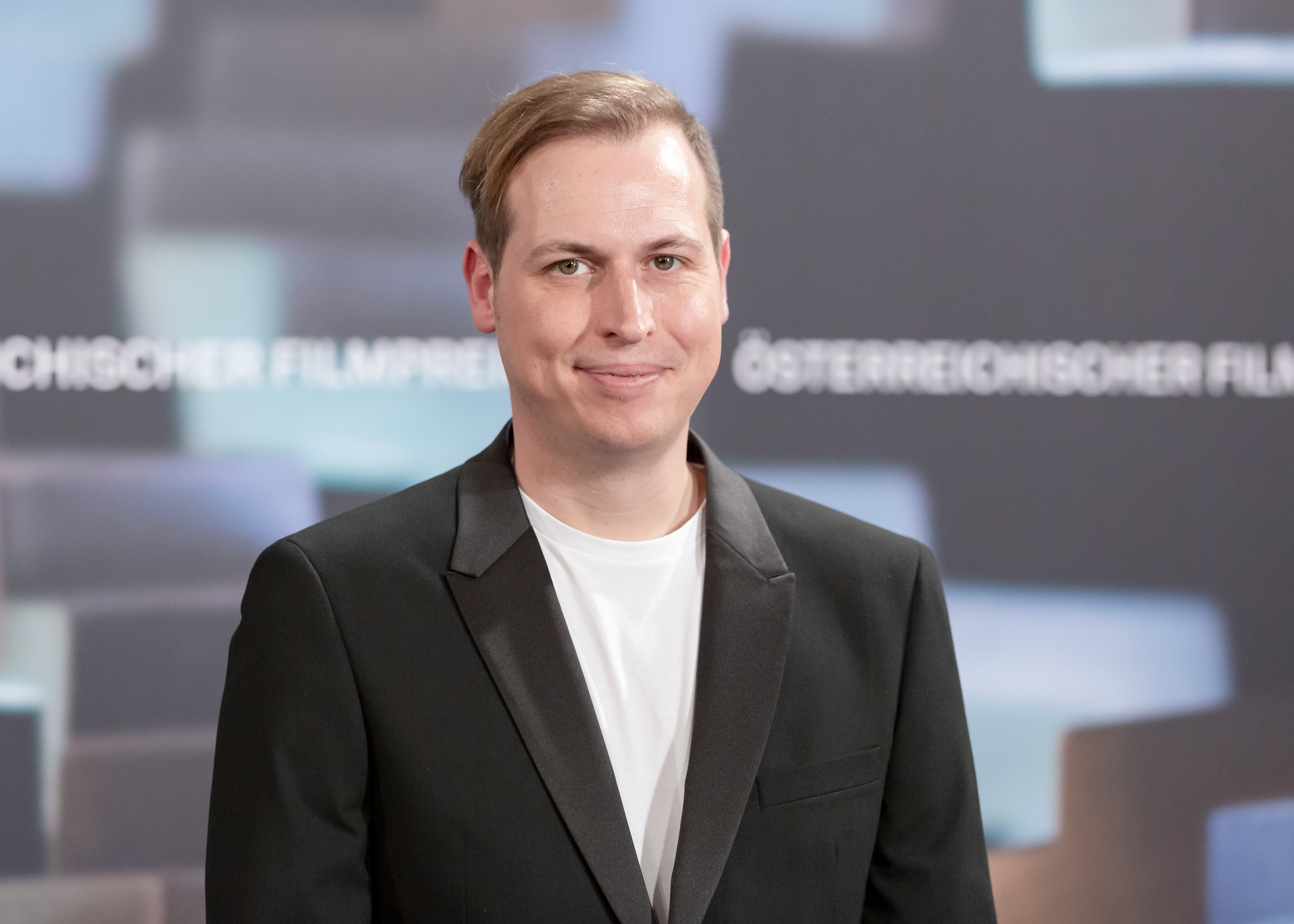
Florian Forsch (2019)

Florian Forsch (geboren in Moers) ist ein deutscher Filmregisseur und Drehbuchautor. Er wurde 2018 mit dem Max-Ophüls-Preis für seinen Film Bester Mann ausgezeichnet.

## Leben
Florian Forsch beendete seine Lehre als Fotograf mit der Gesellenprüfung vor der Handwerkskammer Düsseldorf. In seinem eigenen Unternehmen spezialisierte er sich auf die Interieurfotografie. Er absolvierte einen Studiengang an der Akademie der Bildenden Künste Maastricht und ein Volontariat bei der Rosa-von-Praunheim-Filmproduktion, außerdem das Postgraduiertenstudium an der Kunsthochschule für Medien Köln. Sein Film Bester Mann wurde auf dem Filmfestival Max Ophüls Preis 2018 als bester mittellanger Film ausgezeichnet und für den Österreichischen Filmpreis 2019 in der Kategorie bester Kurzfilm nominiert.

## Filmografie (Regie)
- 2010: Wir lieben Alltag (Kurzfilm)
- 2012: Cruisen (Kurzfilm)
- 2018: Bester Mann

## Auszeichnungen
- 2018: Max Ophüls Preis – Bester mittellanger Film[5][6]
- 2019: Nominierung Österreichischer Filmpreis – bester Kurzfilm[7]